# Липаев, Владимир Васильевич
Владимир Васильевич Липаев (14 июня 1928, Москва, СССР — 21 сентября 2015, там же, Россия) — один из основателей отечественной школы программной инженерии, ведущий советский и российский специалист в области технологии создания программных систем реального времени. Доктор технических наук, профессор, Заслуженный деятель науки и техники РСФСР. За вклад в развитие науки и техники он был удостоен звания Лауреата премии Совета министров СССР и Лауреата премии Правительства РФ в области образования. Окончил физический факультет МГУ в 1950 году. С 1954 по 1988 годы работал в Московском НИИ приборной автоматики (МНИИПА), затем был главным конструктором и председателем Координационного совета Министерства радиопромышленности СССР по автоматизации проектирования программного обеспечения, руководителем комплексного проекта «Прометей» по технологии создания крупномасштабных программных средств для систем реального времени.
Около 40 лет занимался исследованиями и разработкой программного обеспечения для систем обработки радиолокационной информации и инструментальных средств для создания управляющих программ реального времени. На базе теоретических исследований и большого практического опыта реализации крупных программных проектов под его руководством разработаны несколько больших инструментальных систем для автоматизации технологических процессов жизненного цикла сложных комплексов программ, широко использовавшихся в оборонной промышленности и частично эксплуатируемых до настоящего времени (Яуза, Руза, Прометей).
Основные научные интересы были сосредоточены в области программной инженерии, надёжности функционирования программ, открытых информационных систем и мобильности программных средств. Активно занимался проблемами обеспечения качества, тестирования, стандартизации и сертификации сложных программных комплексов.
В. В. Липаев создал научную школу. Под его руководством защитили диссертации несколько докторов наук и более 20 кандидатов наук. Он автор более 50 монографий и учебных пособий в области методов, технологий и инструментальных средств тестирования, а также в области стандартизации и сертификации сложных комплексов программ и систем реального времени. Около 20 лет он преподавал курс «Программной инженерии» в ряде ВУЗов страны.
Последние годы он работал в должности главного научного сотрудника в ИСП РАН. В ИСП РАН им был написан ряд книг.